# Dominion del Pakistan
Il Dominion del Pakistan fu un'entità federale che venne istituita nel 1947 a seguito della partizione dell'India in due distinti dominion: il Dominion dell'India e il Dominion del Pakistan.
Il Dominion del Pakistan, che comprendeva i moderni Stati di Pakistan e Bangladesh, venne destinato dai britannici come una patria per i musulmani del subcontinente indiano.
Il Dominion del Pakistan divenne Repubblica islamica del Pakistan nel 1956, e la Repubblica Popolare del Bangladesh divenne uno Stato indipendente nel 1971.